# La Celle-Saint-Cyr
La Celle-Saint-Cyr és un municipi francès, situat al departament del Yonne i a la regió de Borgonya - Franc Comtat. L'any 2007 tenia 787 habitants.

## Demografia

### Població
El 2007 la població de fet de La Celle-Saint-Cyr era de 787 persones. Hi havia 308 famílies, de les quals 76 eren unipersonals (24 homes vivint sols i 52 dones vivint soles), 100 parelles sense fills, 100 parelles amb fills i 32 famílies monoparentals amb fills.
La població ha evolucionat segons el següent gràfic:
Habitants censats

### Habitatges
El 2007 hi havia 443 habitatges, 317 eren l'habitatge principal de la família, 105 eren segones residències i 21 estaven desocupats. 439 eren cases i 2 eren apartaments. Dels 317 habitatges principals, 280 estaven ocupats pels seus propietaris, 31 estaven llogats i ocupats pels llogaters i 6 estaven cedits a títol gratuït; 20 tenien dues cambres, 58 en tenien tres, 89 en tenien quatre i 151 en tenien cinc o més. 206 habitatges disposaven pel capbaix d'una plaça de pàrquing. A 143 habitatges hi havia un automòbil i a 154 n'hi havia dos o més.

### Piràmide de població
La piràmide de població per edats i sexe el 2009 era:
| Homes | Edats   | Dones |
| ----- | ------- | ----- |
| 0     | 95 o +  | 0     |
| 0     | 90 a 94 | 4     |
| 12    | 85 a 89 | 8     |
| 0     | 80 a 84 | 4     |
| 12    | 75 a 79 | 24    |
| 24    | 70 a 74 | 24    |
| 16    | 65 a 69 | 20    |
| 16    | 60 a 64 | 24    |
| 8     | 55 a 59 | 12    |
| 24    | 50 a 54 | 20    |
| 32    | 45 a 49 | 28    |
| 20    | 40 a 44 | 20    |
| 40    | 35 a 39 | 28    |
| 24    | 30 a 34 | 24    |
| 28    | 25 a 29 | 36    |
| 20    | 20 a 24 | 24    |
| 32    | 15 a 19 | 24    |
| 40    | 10 a 14 | 32    |
| 28    | 5 a 9   | 24    |
| 28    | 0 a 4   | 16    |

## Economia
El 2007 la població en edat de treballar era de 488 persones, 353 eren actives i 135 eren inactives. De les 353 persones actives 325 estaven ocupades (180 homes i 145 dones) i 28 estaven aturades (10 homes i 18 dones). De les 135 persones inactives 48 estaven jubilades, 43 estaven estudiant i 44 estaven classificades com a «altres inactius».

### Ingressos
El 2009 a La Celle-Saint-Cyr hi havia 327 unitats fiscals que integraven 796 persones, la mediana anual d'ingressos fiscals per persona era de 18.068 €.

### Activitats econòmiques
Dels 30 establiments que hi havia el 2007, 2 eren d'empreses de fabricació de material elèctric, 10 d'empreses de construcció, 5 d'empreses de comerç i reparació d'automòbils, 1 d'una empresa de transport, 3 d'empreses d'hostatgeria i restauració, 2 d'empreses immobiliàries, 4 d'empreses de serveis, 1 d'una entitat de l'administració pública i 2 d'empreses classificades com a «altres activitats de serveis».
Dels 10 establiments de servei als particulars que hi havia el 2009, 1 era una oficina de correu, 3 paletes, 2 guixaires pintors, 1 fusteria, 2 lampisteries i 1 empresa de construcció.
L'any 2000 a La Celle-Saint-Cyr hi havia 16 explotacions agrícoles que ocupaven un total de 1.062 hectàrees.

## Equipaments sanitaris i escolars
El 2009 hi havia una escola elemental.

## Poblacions més properes
El següent diagrama mostra les poblacions més properes.